# Coleophora albella
Coleophora albella is een vlinder uit de familie kokermotten (Coleophoridae). De wetenschappelijke naam is voor het eerst geldig gepubliceerd in 1788 door Thunberg.
De soort komt voor in Europa.